# Potsgrove
Potsgrove è un villaggio e parrocchia civile dell'Inghilterra, appartenente alla contea del Bedfordshire.